# Faramea egregia
Faramea egregia är en måreväxtart som beskrevs av Noel Yvri Sandwith. Faramea egregia ingår i släktet Faramea och familjen måreväxter. Inga underarter finns listade i Catalogue of Life.